# Назианз
Назиа́нз (греч. Ναζιανζός [назианзо́с]) — исторический город в римской провинции Каппадокия. В настоящее время руины города находится в 4 км к северо-западу от нынешней турецкой деревни Бекaрлар  (тур. Bekarlar ) (в восточной части ила Аксарай; ранее деревня называлась Ненези  (тур. Nenezi).
Назианз (под названием Nadandos) впервые упоминается в позднеримских источниках. С 325 года в статусе епархиального центра (диоцеза). Самым знаменитым епископом Назианза был Григорий Богослов, который унаследовал этот пост от своего (одноимённого) отца. В XI веке в Назианзе находился престол митрополита. В XIV веке (по-видимому, после нашествия сельджуков) источники ссылаются на Назианз как на пустынное, брошенное людьми место.
Нынешний Назианз представляет собой два холма с ложбиной между ними, с очень скудными руинами. В ложбине стоит небольшая мусульманская гробница (тюрбе). От знаменитого октогонального храма Григория Назианзина-старшего не осталось никаких следов.